# غوتليب شوماخر
غوتليب شوماخر (بالألمانية: Gottlieb Schumacher؛ 1857 - 1925) هو مستشرق أمريكي من أصل ألماني، وهو أيضًا مهندس مدني ومعماري وآثاري. كان شخصيّة مهمّة في الاستكشاف الأثري المُبكِّر في فلسطين ومناطق من سوريا والأردن، إلاّ أنه تعرَّض لبعض الانتقادات.

## البدايات
وُلِد شوماخر في زانيسفيل، أوهايو في الولايات المتحدة في 21 تشرين الثاني/ نوفمبر 1857، بعد أن هاجر والداه من توبينغن جنوب ألمانيا. ساهم والده يعقوب شوماخر بتأسيس الكولونيّة الألمانيّة في حيفا شمال فلسطين بعد أن هاجر إليها في ستينيات القرن التاسع عشر، إذ كان عضوًا في جمعية المعبد، وهي طائفة بروتستانتية ألمانية بنت هذه المستعمرة، واستقر مع عائلته في مستعمرة المعبد القريبة، حيث أصبح كبير المهندسين المعماريين والإنشائيين.

## السيرة المهنية
دَرَس شوماخر الهندسة في ألمانيا، ثم عاد إلى فلسطين عام 1881. وسرعان ما أصبح شخصيّة رائدة في إنشاء الطرق والمنازل، كما قامت الحكومة العثمانيّة بتعيينه كبير المهندسين في سنجق عكا. وقد ساهم بتطوير الكولونيّة الألمانيّة في حيفا.
تُعتَبر أعمال المسح لمناطق الجولان وحوران وعجلون من أهم مشاريع شوماخر. وقد كان ذلك استعدادًا لبناء خط سكة حديد دمشق - حيفا، الذي كان متفرعًا من سكة حديد الحجاز في درعا. كما ساهم عام 1886 بتطوير ميناء حيفا كجزء مهم من نفس المشروع. وقد قام خلال هذا المسح بإعداد أول الخرائط الدقيقة لتلك المناطق، إلى جانب وصف تفصيلي للبقايا الأثريّة والقرى المعاصرة. وكانت مشاريع النُزل الاسكتلنديّة في صفد وطبريا، والنُزل الروسي في الناصرة، وأقبية مصنع روتشيلد للنبيذ في ريشون لتسيون، وجسر نهر المقطع، من بين أعماله العديدة.

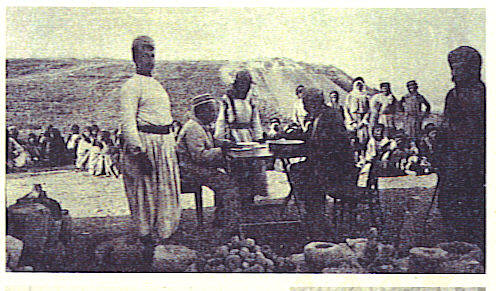
شوماخر في مجدو شمال فلسطين (1903).

قام شوماخر بتوثيق ودراسة المظاهر الطبيعيّة والسكانيّة والوقائع التاريخيّة واللقى الأثريّة في مناطق مختلفة في بلاد الشام، وكان من أهم الاستكشافات الأثريّة تلك، ما قام به بين عاميّ 1903 و 1905 في تل المتسلم شمال فلسطين، وهو التل الذي يحتوي على أطلال مدينة مجدو القديمة. وقد نُشِر المجلد الأول من تقريره عنها عام 1908. لقد قام كارل واتزينغر بنشر المجلد الثاني لشوماخر في عام 1929، وهو دراسة للاكتشافات الصغيرة، والذي احتوى على الآثار الناجية من الدمار خلال الحرب العالمية الأولى.
لقد قام شوماخر بإصدار العديد من المؤلفات الأخرى، فقد صدر كتابه الجولان باللغتين الألمانيّة والإنجليزيّة مُرفقًا برسوم توضيحيّة وخارطة تضم معظم أجزاء الجولان التاريخي، كما وثّق الحياة في شمال الأردن عبر كتابه الصادر عام 1890 تحت اسم شمال عجلون: ضمن الديكا بوليس، والذي يصف رحلته من أجل العثور على مدن الديكابوليس، ويصف أيضًا طبيعة حياة الفلاحين في هذه المنطقة على أنها مزيج من طبيعة الفلاحين في فلسطين والطبيعة البدويّة. ولقد نشر مقالات عن اكتشافاته في مجلة الجمعية الفلسطينية الألمانية (بالألمانية: Zeitschrift des Deutschen Palästina-Vereins) ابتداءً من عام 1886، كما تم إعادة طباعة هذه المقالات في الترجمة من قبل البيان الفصلي لصندوق استكشاف فلسطين.
ظل شوماخر مقيمًا في منزله بجبل الكرمل في حيفا حتى بعد اندلاع الحرب العالمية الأولى، إذ عاد بعض أعضاء جمعية المعبد إلى ألمانيا. وقد توفي في  26 تشرين الثاني/ نوفمبر 1925.

## انتقادات

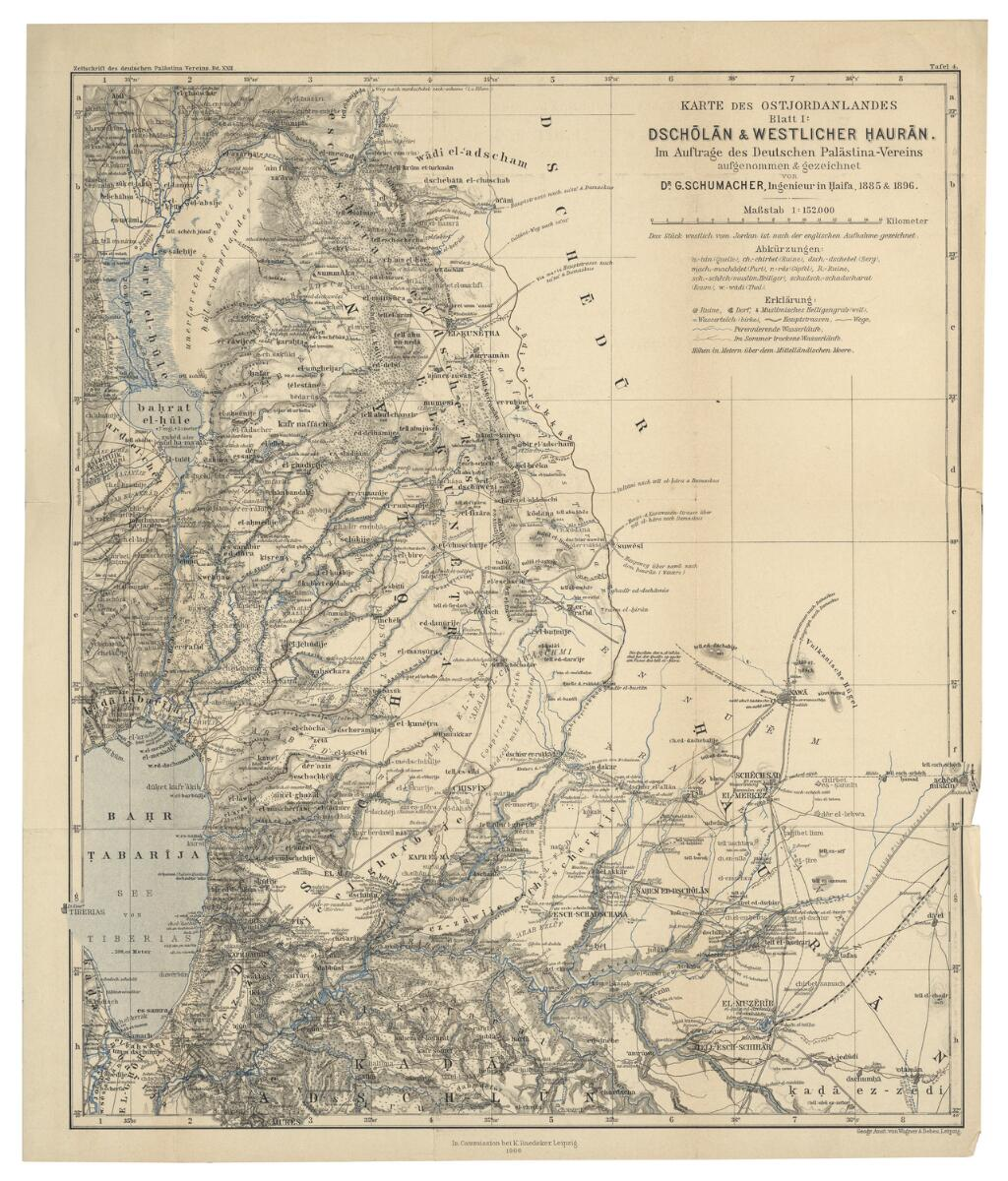
خريطة تفصيلية لهضبة الجولان رسمها شوماخر بتكليف من الجمعية الفلسطينية الألمانية بين عاميّ 1885-1896.

بالرغم من الجهد الكبير الذي بذله شوماخر في دراسة المظاهر الطبيعيّة والسكانيّة والوقائع التاريخيّة واللقى الأثريّة في فلسطين وهضبة الجولان، إلاّ أنه بقي أسير النظرة الاستشراقيّة التي تختزل التاريخ العربي للمنطقة ببضع كلمات، خاصةً ما جاء فيه في كتاب  الجولان.
لقد استكمل عمليات استكشاف منطقة الجولان في القرن التاسع عشر لصالح الجمعية الألمانيّة لاستكشاف الأراضي المُقدسة، وذلك بعد أن قام المستشرق الألماني أولريخ جاسبر سيتزن وآخرون بتوثيق المنطقة منذ منتصف القرن التاسع عشر. وقد ساد انطباع عام لدى الأوساط الأكاديميّة الغربيّة بأن شوماخر درس كل شيء ومحّصه، ولم يعد هناك ما يغري الباحثين بخوض غمار استكشاف هذا الإقليم الذي يعتبره المسيحيون الغربيون جزءاً رئيسًا من الأراضي المقدسة. إلاّ أنه اعترف في مقدمة كتابه بأنه  لم يدرس منطقة بانياس التي تعج بالآثار العمرانيّة العربيّة، إضافة إلى تجاهله للطابع العربي الإسلامي للكثير من آثار المنطقة المتقنة البناء. كما أنه منح اليهود الفضل ببناء الكثير من المباني الأثريّة هناك التي لا دليل على يهوديّتها سوى وحدات زخرفيّة، حيث أشار في كتابه:
| غوتليب شوماخر | إن هذه المباني ذات شخصية يهوديّة لا شك فيها، وتثبت خصائصها المعماريّة أن المقدرة اليهوديّة استطاعت أن تجعل نفسها ملموسة بشكل صريح حتى بالقرب من التفوّق الروماني ... لقد سقطت هذه البلاد مع سوريا بأكملها في يد العرب، الذين لم يخلدوا ذكرهم هنا، إلا من خلال معالم ذات هندسة رديئة، وذلك بعد الهزيمة الدامية للبيزنطيين عند نهر اليرموك عام 634 في أقصى الطرف الجنوبي للجولان. | غوتليب شوماخر |